# Giedrius Arlauskis
Giedrius Arlauskis (* 1. prosince 1987, Telšiai, Litevská SSR, Sovětský svaz) je litevský fotbalový brankář a reprezentant, hráč klubu Watford FC od ledna 2016 na hostování v RCD Espanyol.
V roce 2014 získal v Litvě ocenění fotbalista roku.

## Reprezentační kariéra
V A-mužstvu litevské reprezentace debutoval 19. listopadu 2008 v přátelském zápase proti Moldavsku, které skončilo remízou 1:1.